# Otto Scheel

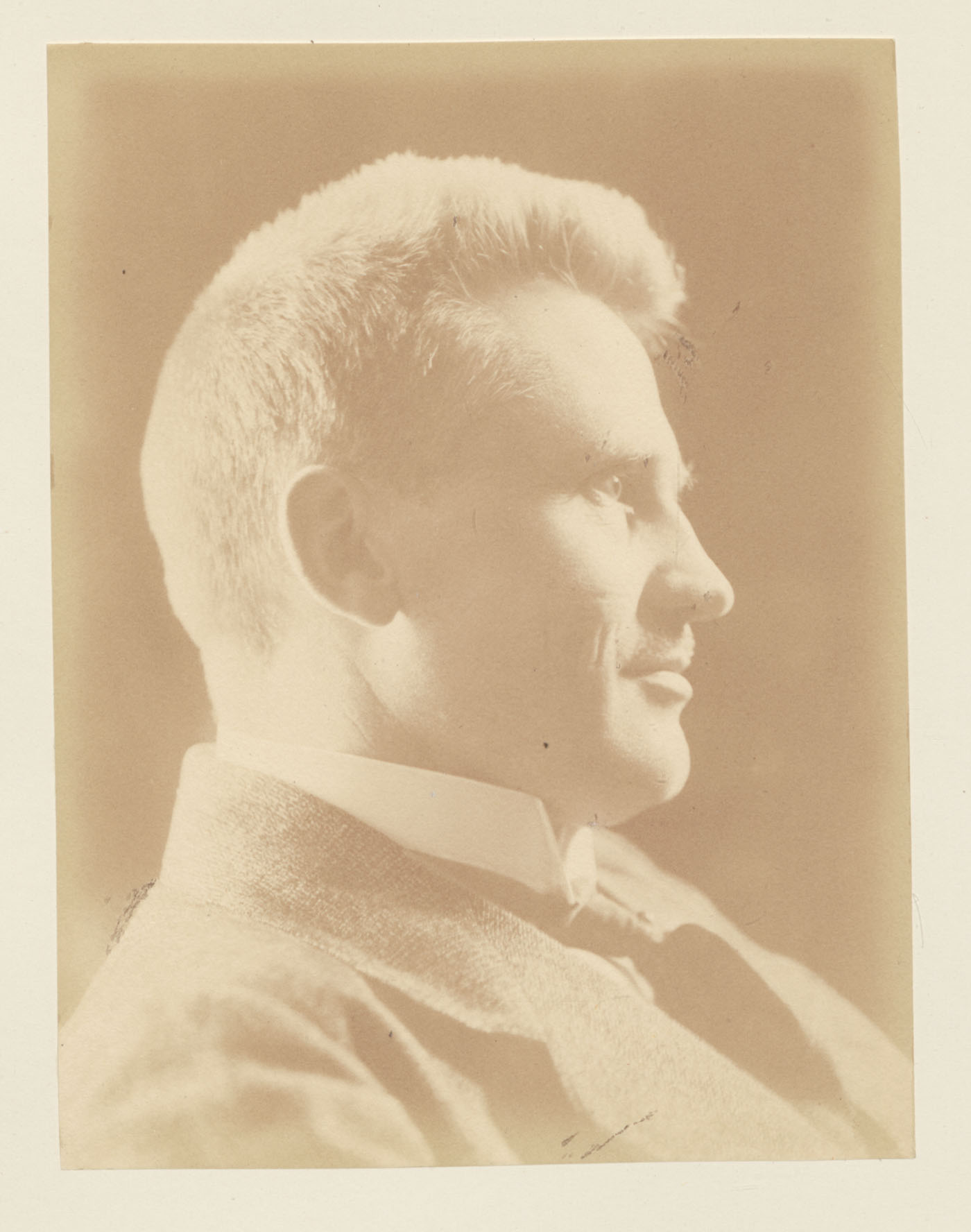
Otto Scheel (c.1910)

Otto Scheel (* 7. März 1876 in Tondern, Nordschleswig; † 13. November 1954 in Kiel) war ein deutscher evangelischer Theologe, Landeshistoriker und Hochschullehrer.

## Leben
Scheels Eltern waren der Pastor Georg Friedrich Scheel und dessen Frau Anna Christine, geb. Petersen. Er besuchte das Königliche Gymnasium in Hadersleben, wo er 1895 das Abitur ablegte.
Ab dem Sommersemester 1895 studierte Scheel an der Friedrichs-Universität Halle evangelische Theologie. 1897 wechselte er an die Christian-Albrechts-Universität zu Kiel (CAU). Er wurde Mitglied des Vereins Deutscher Studenten Kiel. Er legte die beiden Kirchlichen Examen ab und wurde 1900 zum Lic. theol. promoviert.
1901 – im Alter von 25 Jahren – habilitierte er sich für Systematische Theologie. In seiner Forschungsarbeit konzentrierte er sich allerdings schnell mehr auf die Kirchengeschichte. 1906 wurde er als außerordentlicher Professor für Kirchengeschichte an die Universität Tübingen berufen. Hier wurde er 1913 Ehrenphilister des Tübinger Wingolf.
Zum 1. April 1924 übernahm er den neu geschaffenen Lehrstuhl für Schleswig-Holsteinische Landesgeschichte in Kiel, der auf seinen Wunsch hin um die Fachbereiche Reformationsgeschichte und nordische Geschichte erweitert wurde. Bis zu diesem Zeitpunkt hatte er nicht als Landeshistoriker gearbeitet, hatte sich aber bei der Abstimmung um die nationale Zugehörigkeit Nordschleswigs 1920 als Rhetoriker einen Namen gemacht. Von 1925 bis 1927 war er Vorsitzender des Verbandes Deutscher Hochschulen. Vom 5. März bis zum 27. April 1933 war Otto Scheel Rektor der Christian-Albrechts-Universität. 1945 wurde er emeritiert. Er amtierte von 1931 bis 1946 als Vorsitzender des Vereins für Reformationsgeschichte.
Scheel hatte während des Ersten Weltkriegs zeitweise als Lazarettpfarrer und in der Abteilung III b gearbeitet. Zugleich veröffentlichte er eine Biographie Martin Luthers, mit der er seinen Ruf als einer der führenden Kirchenhistoriker untermauerte. Scheel engagierte sich im liberalen Verbandsprotestantismus und war in der Weimarer Republik Mitglied der Deutschen Volkspartei. In Kiel betrieb er „Landesgeschichte als politische Geschichte“. Nach ihrem Wahlsieg bei der Reichstagswahl März 1933 trat er im Mai 1933 der NSDAP bei. Er verfasste zunehmend populärwissenschaftliche Schriften mit völkischer Rhetorik. Seine dezidiert antiwestliche Lutherdeutung stellte er vorbehaltlos in den Dienst der nationalsozialistischen Geschichtspolitik. Auch wissenschaftspolitisch engagiert, übernahm er 1938 das Kieler Institut für Volks- und Landesforschung und 1941–1943 das Deutsche Wissenschaftliche Institut in Kopenhagen. 1945 ließ er sich freiwillig emeritieren.

## Schriften (Auswahl)
- Die Anschauung Augustins ueber Christi Person und Werk. Unter Berücksichtigung ihrer verschiedenen Entwicklungsstufen und ihrer dogmengeschichtlichen Stellung, Mohr, Tübingen 1901.
- Die dogmatische Behandlung der Tauflehre in der modernen positiven Theologie, Mohr, Tübingen 1906.
- Die Kirche im Urchristentum. Mit Durchblicken auf die Gegenwart, Mohr, Tübingen 1912.
- Dänemark und wir, Kloeres, Tübingen 1915.
- Martin Luther. Vom Katholizismus zur Reformation. 2 Bände, Mohr, Tübingen 1916/1917 (Neuauflage 1921/1930).
- Eine Reise zur Abstimmung in der ersten Zone Nordschleswigs, Mohr, Tübingen 1920.
- Der junge Dahlmann, Hirt, Breslau 1926 (= Veröffentlichungen der Schleswig-Holsteinischen Universitätsgesellschaft, Band 4).
- mit Michael Doeberl, Wilhelm Schlink, Hans Sperl, Eduard Spranger, Hans Bitter und Paul Frank (Hrsg.): Das akademische Deutschland. 4 Bände, 1 Registerband von Alfred Bienengräber. C. A. Weller Verlag, Berlin 1931.
- Evangelium Kirche und Volk bei Luther, Heinsius, Leipzig 1934 (= Schriften des Vereins für Reformationsgeschichte, Band 156).
- Bismarcks Wille zu Deutschland in den Friedensschlüssen 1866, Hirt, Breslau 1934 (= Veröffentlichungen der Schleswig-Holsteinischen Universitätsgesellschaft, Band 44).
- Die Frühgeschichte bis 1100, Wachholtz, Neumünster 1936 (= Geschichte Schleswig-Holsteins, Band 2,1).
- Die Wikinger. Aufbruch des Nordens, Hohenstaufen-Verlag, Stuttgart 1938.
- Die deutsche Universität als politische Bildnerin Lornsens. In: Kieler Blätter (1938), Heft 2/3, S. 95–124.
- Das Gefecht von Oeversee, Verlag Heimat und Erbe, Flensburg 1939 (= Schriftenreihe zur Volkstumsarbeit, Heft 8, hrsg. v. Schleswig-Holsteiner-Bund).
- Aufstieg und Niedergang der englischen See- und Weltmacht, Verlag Heimat und Erbe, Flensburg 1940.
- Dannewerk und Düppel auf politischem und strategischem Hintergrund, Verlag Heimat und Erbe, Flensburg 1940.
- Tondern zwischen Wiking- und Hansezeit. Gaforil, Tønder 1952.